# Nancy Drew: Last Train to Blue Moon Canyon
Last Train to Blue Moon Canyon es la decimotercera entrega de la serie de juegos de aventuras point-and-click Nancy Drew de Her Interactive. El juego está disponible para jugar en plataformas Microsoft Windows. Tiene una clasificación ESRB de E por momentos de violencia leve y peligro. Los jugadores asumen la perspectiva en primera persona de la detective amateur ficticia Nancy Drew y deben resolver el misterio interrogando a los sospechosos, resolviendo acertijos y descubriendo pistas. Hay dos niveles de juego, el modo detective junior y el modo detective senior, cada uno ofrece un nivel de dificultad diferente de acertijos y pistas; sin embargo, ninguno de estos cambios afecta la trama del juego. El juego está basado vagamente en el libro Mystery Train .

## Trama
Los Hardy Boys han invitado a Nancy Drew a unirse a ellos en un viaje en tren organizado por Lori Girard, una joven y rica miembro de la alta sociedad. Lori ha reunido a los mejores detectives, investigadores e investigadores del país para ayudarla a resolver el misterio de lo que le sucedió a Jake Hurley, el hombre que originalmente era dueño del tren. Un día de 1903, el tren fue encontrado en Blue Moon Canyon, Nevada, con solo el ingeniero muerto a bordo. Jake Hurley nunca fue visto nuevamente. Tan pronto como el tren arranca, Lori Girard desaparece misteriosamente del tren. Nancy necesita encontrar a Lori y resolver el misterio de la desaparición de Jake Hurley.

## Desarrollo

### Personajes
- Nancy Drew - Nancy es una detective aficionada de 18 años de la ciudad ficticia de River Heights en Estados Unidos. Ella es el personaje jugable principal del juego, y el jugador debe resolver el misterio desde su perspectiva.
- Frank Hardy y Joe Hardy - estos hermanos no son ajenos a los misterios. Realizan investigaciones y trabajan de forma encubierta para ATAC (Adolescentes estadounidenses contra el crimen). Frank y Joe son viejos amigos de Nancy y la invitaron a unirse a ellos en el viaje en tren. Ayudan a Nancy con el caso y pueden proporcionarle información útil. Frank es un personaje jugable breve.
- Lori Girard - la bella y rica Lori ama las fiestas, especialmente una fiesta en un tren embrujado con detectives mundialmente famosos que se dirigen a un destino desconocido para descubrir un secreto centenario. Lori desaparece poco después de que el tren arranca.
- Tino Balducci - Tino es un detective de primera que recientemente resolvió un caso importante en Chicago. Algunos dicen que fue solo suerte, pero Tino quiere demostrarles que es el mejor detective.
- Charleena Purcell - Las novelas románticas de Charleena han vendido millones de copias y ganado premios por excelencia histórica, pero a ella no le interesan las fiestas. Pero ella ya hizo su tarea sobre Jake Hurley.
- John Grey - el presentador del programa de televisión Ghost Chasers, John analiza los campos electromagnéticos para determinar si hay fantasmas en la zona. Él cree que el fantasma de la esposa de Jake Hurley puede saber algo sobre la desaparición de Lori.
- Fátima - Fátima trabaja en el Museo Copper Gorge y en la tienda de caramelos y viste un disfraz de minero de dibujos animados. Ella es una gran fan de Charleena Purcell. Fátima puede pasar de amable a mala en una fracción de segundo si el jugador toca cualquiera de los artefactos del museo sin su permiso.

### Elenco
- Nancy Drew - Lani Minella
- Frank Hardy - Wayne Rawley
- Joe Hardy - Rob Jones
- Lori Girard - Sarah Papineau
- Charleena Purcell - Julia Francis
- John Grey - Desodorante Lowell
- Tino Balducci - Jeff Minnerly
- Bess Marvin - Alisa Murray
- George Fayne - Patty Pomplun
- Fátima / Camarera - Amy Broomhall
- Ingeniero / Oldtimer / Voces adicionales - Jason Sharp [3]

## Recepción
Según el sitio web agregador de reseñas Metacritic, Nancy Drew: Last Train to Blue Moon Canyon recibió «críticas generalmente favorables» de parte de los críticos.